# Ahraura
Ahraura es una ciudad y municipio situado en el distrito de Mirzapur en el estado de Uttar Pradesh (India). Su población es de 24967 habitantes (2011). 

## Demografía
Según el censo de 2011 la población de Ahraura era de 24967 habitantes, de los cuales 13203 eran hombres y 11764 eran mujeres. Ahraura tiene una tasa media de alfabetización del 71,16%, superior a la media estatal del 67,68%: la alfabetización masculina es del 79,12%, y la alfabetización femenina del 62,17%.